# James Curnow

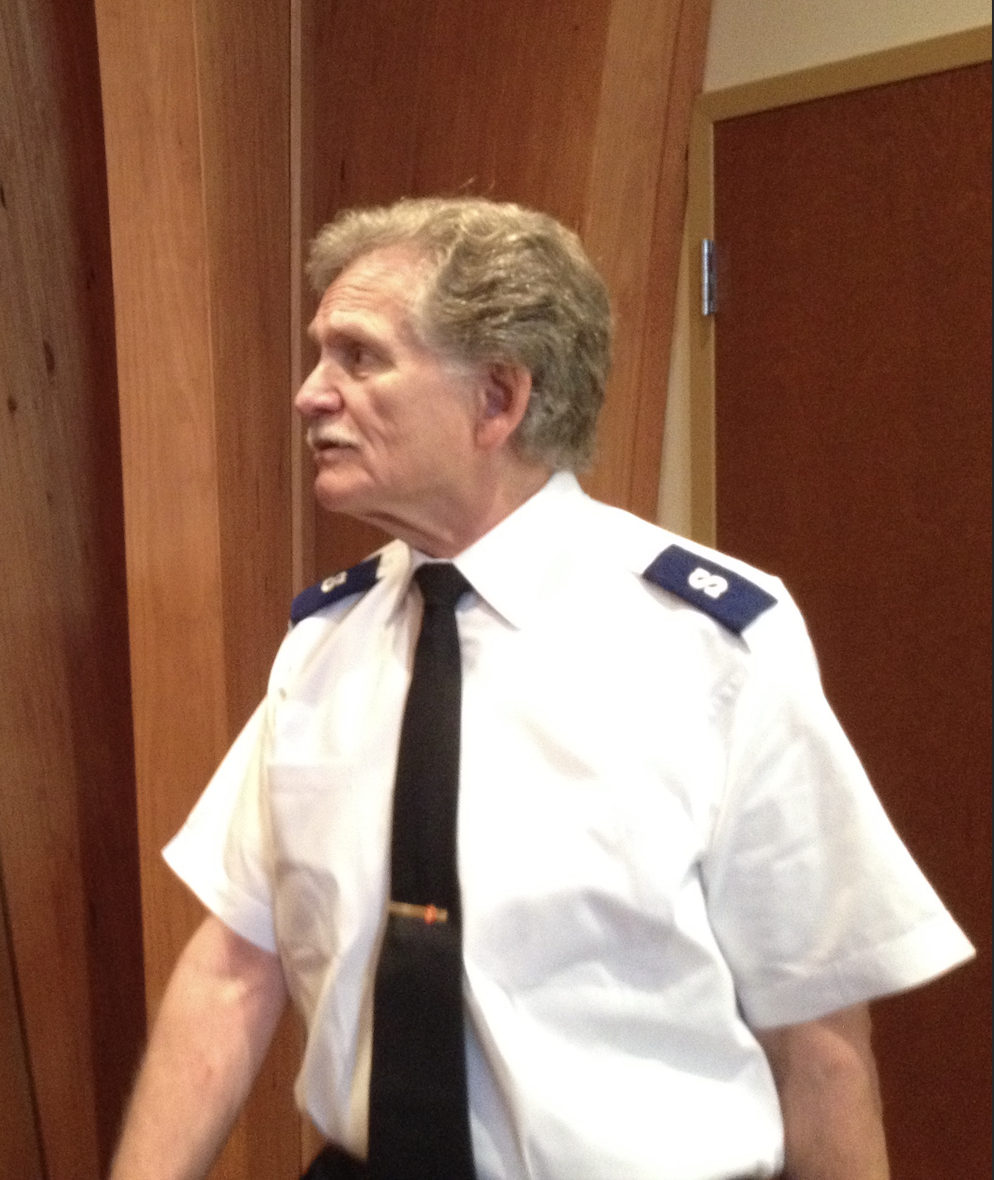
James Curnow, 2016

James Edward „Jim“ Curnow (* 17. April 1943 in Port Huron, Michigan) ist ein US-amerikanischer Komponist und Musikpädagoge.

## Leben
Sein Studium absolvierte er an der Wayne State University in Detroit sowie an der Michigan State University in East Lansing unter anderem bei Jere Hutchinson, F. Maxwell Wood, James Gibb sowie Irwin Fischer (Komposition), Paul Harder, Harry Begian (Dirigieren) und Leonard Falcone (Euphonium).
Nach seinem Studium dozierte er an diversen Lehranstalten und Colleges in allen Gebieten der Instrumentalmusik. 1981 wurde er Professor an der University of Illinois at Urbana-Champaign. Als Dozent für Workshops, Spezialseminare und ähnlichen Veranstaltungen bereiste er die Vereinigten Staaten von Amerika, Kanada, Australien, Japan und Europa.
Für seine Kompositionen bekam er zahlreiche Preise und Auszeichnungen.

## Werke

### Werke für Blasorchester
- 1977 Symphonic Triptych
- 1979 Collage for Band
- 1980 Mutanza
- 1983 American Triptych
- 1983 The Spirit of the Guard
- 1984 Symphonic Variants for Euphonium and Symphonic Band
- 1985 Australian Variants Suite
- 1986 Legend and Sundance
- 1987 Five Concord Diversions für Blechbläser-Quartett und Blasorchester
- 1987 Rejouissance Fantasia on Ein feste Burg ist unser Gott von Martin Luther
- 1988 Welsh Variants
- 1992 Silver Celebration
- 1992 Masquerade for Brass für Brass-Band
  1. Introduction
  2. Interlude
  3. Ritual Dance
- 1994 Lochinvar
- 1994 Overture to a Winter Festival
- 1995 Lone Star Celebration
- A Christmas Flourish
- A Day at the Circus
  1. Fanfare
  2. The Grand Entry
  3. Acrobats And Aerialists
  4. The Clowns
  5. The Human Cannonball
  6. Menagerie
  7. Grand Finale
- A Moment In Time
- Acclamation
- Apple Island Legend
- Bach Variants
- Brass Metamorphosis für Brass-Band
- Be thou my vision
- Canticle of the Creatures (Symphonic Suite for Band)
  1. Prologue (Prolog)
  2. Brother Sun (Bruder Sonne)
  3. Sister Moon and Stars (Schwester Mond und Sterne)
  4. Brother Fire (Bruder Feuer)
  5. Mother Earth (Mutter Erde)
  6. Epilogue (Epilog)
- Canticles
- Celebration Variations
- Centennial Spirit
- Chant and Capriccio
- Christmas Carillon
- Christmas Fancies
- Christmas Party
- Concertino for Solo Percussionist and Symphonic Band
- Concertino for Tuba and Band
- Concerto for Euphonium and Winds and Percussion
- Concertpiece für Trompete und Blasorchester
- Constellations
- Down from the Shimmering Sky
  1. The Spirit World
  2. The Mortal World
  3. The Undersea World
- Fanfare and Flourishes
- Fanfare and Jubiloso
- Fanfare for Spartacus
- Fanfare Prelude "O God, Our Help in Ages Past"
- Fanfare Prelude on the Italian Hymn
- Fantasia for Tuba and Concert Band
- Fiddle Tunes from the American Revolution
  1. Lovely Nancy
  2. Hay Makers
- Finale for a Winter Festival
- Flirtations for Flute
- Four Colonial Country Dances
  1. Introduction and the Humor of Boston
  2. Lord Mayor's Delight
  3. Colonial Jig
  4. Devil's Dream
- Freedom Road
- Introduction and Capriccio (for Clarinet and Band)
- John F. Kennedy in Memoriam
- Knoxville 1800 für Brass-Band
- Legend in Brass für Brass-Band
  1. Fanfare
  2. Soliloquy
  3. Finale
- Let Creation Praise!
- Meditation - The New Covenant für Brass-Band
- Mid-West Golden Jubilee Overture
- None But the Lonely Heart
- Northwest Passage
- Ode and Epinicion
- Odyssey
- Of Courage and Patriotism
- Olympic Fanfare and Theme (Arrangement; Komp.: John Williams)
- Pershing’s Own
- Praetorius Variations
- Prayer (O Divine Redeemer) for Euphonium and Band
- Prelude and Celebration
- Prelude on a Hymn on Praise
- Proclamation
- Rhapsody for Euphonium and Band
- Rhapsody on American Shaped Note Melodies
- Silver Ribbon Chanteys
- Suo-Gan
- Symphonic Poem for Winds and Percussion
- Symphonic Variants für Euphonium und Orchester/Klavier
- The Eagle's Flight
- The Music - Makers
- The Old Man of the Mountain
- The Shepherd's Farewell
- The Sky World
- The Spirit Soars
- To Bind the Nations Wounds
- To Fly Without Wings
- Toccata für Brass-Band
- Toward the Sunrising
- Transfiguration
- Trittico for Brass Band Variationen zu den „American shapednote hymn; Consolation“
- Under Three Flags
- When Time Will Be No More
- Where Mythical Beings Play
- Winds of Change